# Островская, Людмила Константиновна
Людми́ла Константи́новна Остро́вская (род. 17 (30) августа 1913, Киев) — украинский советский учёный-биохимик и физиолог растений, доктор биологических наук (1959), профессор (1966). Лауреат Государственной премии СССР в области науки и техники (1978).

## Биография
В 1940 году окончила Киевский университет. Работала заведующей отделом Украинского научно-исследовательского института физиологии растений АН УССР, затем института физиологии растений и генетики.

## Научная деятельность
Научная деятельность в области биохимии азотного питания, биохимической роли микроэлементов, биохимии фотосинтеза (структура хлоропластов в связи с фотохимическими реакциями).

## Избранная библиография
- Физиологическая роль меди и основы применения медных удобрений
- Микроэлементы: поступление, транспорт и физиологические функции в растениях
- Микроэлементы в обмене веществ и продуктивности растений (Сборник научных трудов)
- Железо в растительном мире и карбонатный хлороз
- Комплексоны как средство против известкового хлороза растений (Сборник статей)
- Факторы среды и организация первичного процесса фотосинтеза (Сборник научных трудов)

## Награды
- 1978 — Государственная премия СССР — за создание, использование и применение комплексонов в народном хозяйстве.

## Семья
- Кожевников, Сергей Николаевич-муж.